# コスタ・スメラルダ
コスタ・スメラルダ（Costa Smeralda）は、コスタ・クルーズが運航しているクルーズ客船。

## 概要
親会社のカーニバル・コーポレーションが建造している18万トン型「エクセル・クラス」の1隻で、コスタ・クルーズ向けに建造されたコスタ・スメラルダ級の1番船として、2019年12月5日にフィンランドのマイヤー・トゥルクで竣工、引き渡された。
船価は9億5千万ドル。
12月21日からサヴォーナ発の地中海クルーズでデビューした。
本船はコスタ・クルーズでは初、世界でも2番目のLNG燃料でフル航行可能なクルーズ客船で、LNG燃料によりSOx排出の全てと粒子状物質の95～100％削減、NOxの85％削減、CO2も最大20％削減が可能となった。
各デッキにはローマ、フィレンツェ、ミラノ等イタリアの都市名が付けられており、船尾には「ピアッツァ・ディ・スパーニャ」と名付けられたローマのスペイン広場を模した階段状のエリアも設けられている。
その後、コスタ・クルーズ向けの同型2番船が2021年に建造された。

## 同型船
- 2番船　「コスタ・トスカーナ（Costa Toscana）」

2021年12月2日竣工。